# Luci Corneli Dolabel·la (almirall)
Luci Corneli Dolabel·la (en llatí: Lucius Cornelius Dolabella) va ser un magistrat romà. Formava part de la gens Cornèlia i era de la família dels Dolabel·la.
Va ser duumvir navalis l'any 180 aC amb la missió, ell i el seu col·lega Gai Furi, de protegir les costes orientals d'Itàlia dels il·liris amb una flota de 20 vaixells. Poc després d'assumir el càrrec, el seu parent Gneu Corneli Dolabel·la, que era rex sacrorum, va morir, i Luci Corneli va voler ser el seu successor. El pontífex màxim Gai Servili li va exigir renunciar al càrrec de duumvir navalis, cosa a la qual Luci Corneli es va oposar. El Pontífex li va imposar una multa i l'afectat va apel·lar al poble. Diverses tribus van votar en contra de Dolabel·la i el resultat de les primeres votacions va ser que se li aixecaria la multa si renunciava al càrrec. En aquell moment, encara no acabades les votacions, es va veure un signe al cel, que es va interpretar com la voluntat de què els déus no acceptaven Dolabel·la com a rex sacrorum.